# Groszowice (gromada w powiecie radomskim)
Groszowice – dawna gromada, czyli najmniejsza jednostka podziału terytorialnego Polskiej Rzeczypospolitej Ludowej w latach 1954–1972.
Gromady, z gromadzkimi radami narodowymi (GRN) jako organami władzy najniższego stopnia na wsi, funkcjonowały od reformy reorganizującej administrację wiejską przeprowadzonej jesienią 1954 do momentu ich zniesienia z dniem 1 stycznia 1973, tym samym wypierając organizację gminną w latach 1954–1972.
Gromadę Groszowice siedzibą GRN w Groszowicach utworzono – jako jedną z 8759 gromad na obszarze Polski – w powiecie radomskim w woj. kieleckim, na mocy uchwały nr 13i/54 WRN w Kielcach z dnia 29 września 1954. W skład jednostki weszły obszary dotychczasowych gromad Groszowice, Antoniówka, Lasowice i Myśliszewice ze zniesionej gminy Gzowice w tymże powiecie. Dla gromady ustalono 14 członków gromadzkiej rady narodowej.
31 grudnia 1961 do gromady Groszowice przyłączono wsie Aleksandrów i Piotrowice, tereny byłego folwarku Gzowice oraz osadę młyńską Redlica ze zniesionej gromady Gzowice.
1 stycznia 1970 do gromady Groszowice przyłączono z osiedla Jedlnia-Letnisko w tymże powiecie (a) część obszaru miejscowości Siczki o powierzchni 154,99 ha, (b) tereny stanowiące południową część ulicy Słupickiej o powierzchni 100,1722 ha oraz (c) obszar lasów państwowych obejmujący oddziały nr 157–162 o powierzchni 104,86 ha.
Gromada przetrwała do końca 1972 roku, czyli do kolejnej reformy gminnej.